# Fredrik Strømstad
Fredrik Strømstad, född den 20 januari 1982, är en norsk före detta fotbollsspelare. Moderklubben är IK Start, där han spelade sedan han var fyra år och deltog i deras ungdomsverksamhet. Orsaken till att han började så tidigt var att han växte upp i Kristiansand nära IK Starts hemmaarena. Han har alltid varit småväxt och är nu 167 cm och väger 65 kg. Många kritiserade honom som ung och sade alltid till honom att han aldrig skulle nå långt. Nu är han en av Tippeligans bästa spelare och han har även gjort 10 landskamper och gjort två mål. Hans landslagsdebut skedde den 12 oktober 2005 då Norge vann en VM-kvalmatch över Vitryssland med 1-0 i Minsk. Han har skrivit en självbiografi som heter "Vad är din dröm?" och framhäver vikten av att sätta upp mål och drömmar i karriären. Hans eget mål (ända sedan tretton års ålder) är att spela för AC Milan i italienska Serie A.